# Nicolae Păun (Politiker)

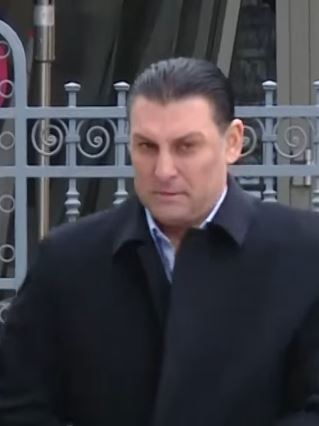
Nicolae Păun (2016)

Nicolae Păun (* 9. November 1964 in Bukarest) ist ein rumänischer Politiker aus der Volksgruppe der Roma.
Păun ist Vorsitzender der Partei der Roma und hielt von 2000 bis 2016 den Sitz in der rumänischen Abgeordnetenkammer, der für die Roma reserviert ist. Seit dem Jahr 2000 war er außerdem Präsident des Ausschusses für Menschenrechte, Religionen und Fragen der Minderheiten im Land in der Abgeordnetenkammer.